# 阿末峇沙哈尼巴
拿督斯里阿末巴沙莫哈末哈尼巴（1950年10月10日—），马来西亚吉打第12任州务大臣兼州立法议会巴卡巴打议员，国阵巫统籍。

## 吉打州务大臣
2016年1月，阿末巴沙带领支持首相纳吉·阿都拉萨的巫统党员，公开要求前首相马哈迪·莫哈末之子、时任吉打州务大臣慕克里·马哈迪下台。慕克里最终于2月3日辞职，阿末巴沙随即于2月4日宣示就任吉打第12任州务大臣。

## 轶事

### 遭吉打球迷狂嘘
阿末巴沙宣誓上任吉打州务大臣，且接任成为吉打州足球总会主席，但他依然无法赢获球迷欢心，甚至还遭到主场球迷报以嘘声。2016年3月1日，网络流传一支2分钟50秒的短片显示，吉打球队在主场迎战吉兰丹球队，两队出场时，现场广播报告阿末巴沙莅临，吉打球迷立即狂嘘，长达20秒钟。另一支14秒钟短片显示，当阿末巴沙乘坐官车离开体育场时，同样遭遇球迷嘘声“欢送”。
短片上载者麦德礼（McTheory Croniez）在短片简介中写道，跟阿末巴沙相比，前吉打州务大臣及前吉州足总主席慕克里·马哈迪大受球迷欢迎。他声称，吉打球迷不止一次向阿末巴沙报以嘘声：“这并非一次或两次，而是每次阿末巴沙名字被提起时，吉打球迷就狂嘘。”“历史上，吉打州务大臣首次面对此窘境。羞耻！羞耻！人民以雪亮眼睛评估，敢做，就要勇于面对（嘘声）。”
在慕克里掌权时，吉打球队夺下上季马来西亚联赛冠军，更打入2015年大马杯决赛，使慕克里大受球迷欢迎。此前2016年2月17日吉打主场迎战登嘉楼队时，主场球迷拉开“慕克里万岁”横幅，现场更出现要求首相纳吉·阿都拉萨下台的口号。